# Nemophas tricolor
Nemophas tricolor är en skalbaggsart som beskrevs av Heller 1896. Nemophas tricolor ingår i släktet Nemophas och familjen långhorningar.
Artens utbredningsområde är Sulawesi. Inga underarter finns listade i Catalogue of Life.